# 요시오카 리호
요시오카 리호(일본어: 吉岡 里帆, 1993년 1월 15일 ~ )는 일본의 배우이다. 출신지는 교토부 교토시 우쿄구(京都府 京都市 右京区)이며 소속사는 에이팀이다.

## 생애
집이 교토시의 우즈마사(太秦)에 있어서 어릴 때부터 영화나 연극에 관심이 많았고 2011년 5월 현재의 소속사인 에이팀 그룹 오디션에 응모하여 아카데미에 입학했다. 교토에서 도쿄까지 매월 통학하여 연기자로서의 실력과 자신감을 키워나갔다.
학생주체의 독립영화 촬영에 참가했다.대학 입학 후 츠카코헤이, 미시마 유키오, 카라 쥬로 등의 고전이라 불리는 희곡에 열중하는 동급생들을 보며 연기의 폭을 목격하여 한 층 더 연기연습에 몰두한다.
현재도 소속사 에이팀에서 활동중이며 유명 결혼정보지 젝시의 9대 CM 걸에도 발탁되는 등 앞으로 기대되는 여배우 중의 한명이다.
2014년 7월 23일 공식블로그를 개설. 같은 달에 발매되는 주간 플레이보이에서 처음으로 그라비아에 도전했다.
특기는 서도와 알토 색소폰. 취미는 고양이와 노는 것, 신파관극. 고양이에 관해서는 자신의 블로그에서 "나는 중증의 고양이 의존증이다" 라고 할만큼 고양이를 좋아하고 2015년 5마리를 기르고 있다.

## 출연

### 영화
- 고래 소녀다, 나는 (2014년) - 주연
- 해피웨딩 (2014년) - 주연
- 망고와 빨간 휠체어 (2015년 2월 7일)
- 막이 오르다 (2015년 2월 28일)
- 아케가라스(明烏) (2015년 5월 16일)
- 츠무구모노 (2016년 3월 19일)
- STAR SAND -성사(星砂)이야기- (2017년 8월 4일 공개예정、The STAR SAND Team) - 호사카 시호 역
- 영화 xxx홀릭 (2022년 4월 29일) - 조로구모 역
- 대결! 애니메이션 (2022년 5월 20일) - 사이토 히토미 역
- 유토리입니다만 무슨 문제 있습니까 인터내셔널 (2023년 10월 13일) - 사쿠라 에츠코 역
- 괴물 나무꾼 (2023년 12월 1일) - 하스미 에미 역
- 엣 더 벤치 (2024년 11월 15일) 제4편
- 첫 번째 키스 (2025년 2월 7일) - 텐마 리츠 역

### 극장판 애니메이션
- 명탐정 코난: 진홍의 연가 (2017년 4월 15일, 토호) - 히라모토 미키코역
- 항구의 니쿠코짱! (2021년 6월 21일, 아스믹에이스) - 미우역

### TV 드라마
- 경시청수사1과 9계 시즌 10 제 5화 (2015년 5월 27일, 테레비아사히)
- 드라마10 미녀와 남자 제 10화 ~ 최종화 (2015년 6월 16일 ~ 8월 25일, NHK)
- 연속드라마W 연가(煙霞) ~GOLD RUSH~ (2015년 7월 18일, WOWOW)
- 왜 그래 수험생 (2015년 8월 30일, 후지테레비TWO)
- 만물상 조니 제 2화 (2015년 11월 27일, 후지테레비TWO)
- 연속TV 드라마소설 아침이 왔다 108화 ~ (2016년 2월 6일, NHK) - 타무라 노부 역
- 유토리입니다만 무슨 문제있습니까? (2016년 4월 ~ 6월, 일본테레비) - 사쿠라 에츠코 역
- 몽타쥬 2억엔 사건기담 (2016년 6월 25일 ~ 26일, 후지테레비)
- 사폐 -DEATH CASH- (2016년 7월 ~ 9월, TBS) - 하기모리 카즈에 역
- 메디컬팀 레이디 다빈치의 진단 보관됨 2017-05-21 - 웨이백 머신 (2016년 10월 11일 ~ , 칸사이테레비) - 타무라 아야카 역
- 콰르텟 (2017년 1월 17일 ~ 3월 21일, TBS) - 키스기 아리스 역
- 야마구치발 지역드라마 낭독자 (2017년 1월 18일, NHK BS프리미엄) - 사와다 히토미 역
- 미안하다 사랑한다 (2017년 7월 ~ , TBS) - 미타 린카 역, 한국드라마 리메이크

### 인터넷 드라마
- 잠못드는 진주 (2015년 4월 22일 배급개시, 전 4화, dTV)
- 키요사토 고원 홍보무비 (2016년 5월 20일 공개, NPO법인 키요사토관광진흥회)

### 그 밖의 TV 방송
- 키네마의DAIGO☆맛 (2015년 4월 4일 ~, J COM TV) - 보조
- 요시오카 리호와 한 밤 아트나이트 (2017년 1월 25일, 후지테레비)

### 무대
- Desperado Party 더 라스트 오더 (2013년, 덴부기획)
- 나이스가이 in 뉴욕 (2016년 12월)

### 라디오 방송
- UR LIFESTYLE COLLEGE (2016년 4월 3일 ~, J WAVE)

### 라디오 드라마
- FM시어터 두명의 딸 (2016년 1월 9일, NHK FM) - 주연 아이코 역

### CM
- 유니버설 스튜디오 재팬 2014년 봄 원피스 프레미어쇼 캠페인 공지 (2014년 2월 ~ 5월)
- 리크루트社 결혼정보지 젝시 9대 CM 걸 [둘의 법칙] 춤추기 시작하면 편 (2016년 5월 ~ 2017년)
- JX에너지 「SS스탭의 마음・목표」편、「SS스탭의 마음・즐거움」편 (2016년 10월 5일 ~ )